# 주알제리 대한민국 대사관
주알제리 대한민국 대사관(아랍어: سفارة جمهورية كوريا في الجزائر)은 알제리 알제에 개설된 대한민국 외교부 소속의 대사관이다.

## 역사
- 1990년 1월 15일: 대한민국과 알제리 간의 외교 관계 수립
- 1990년 3월 31일: 주알제리 대한민국 대사관 개설 (배상길 대사대리 체제로 운영 개시)
- 1994년 11월 16일: 알제리 내전의 여파에 따른 치안 악화로 인하여 공관 직원 잠정 철수 (주프랑스 대한민국 대사관 내에서 정태철 대사대리 체제로 운영됨)
- 1996년 10월 1일: 주알제리 대한민국 대사관 운영 재개 (이시영 대사대리 체제)

## 역대 대사
- 제1대: 한석진 (1990년 7월 15일 신임장 제정)
- 제2대: 권인혁 (1993년 9월 14일 신임장 제정)
- 제3대: 김일건 (1997년 12월 28일 신임장 제정)
- 제4대: 차준길 (1998년 6월 21일 신임장 제정)
- 제5대: 최흥식 (2000년 3월 29일 신임장 제정)
- 제6대: 박대원 (2002년 9월 29일 신임장 제정)
- 제7대: 정해웅 (2005년 9월 11일 신임장 제정)
- 제8대: 최성주 (2009년 4월 27일 신임장 제정)
- 제9대: 김종훈 (2012년 3월 28일 신임장 제정)
- 제10대: 박상진 (2015년 12월 16일 신임장 제정)
- 제11대: 이은용 (2019년 6월 12일 신임장 제정)
- 제12대: 김창모 (2021년 7월 26일 신임장 제정)
- 제13대: 유기준 (2023년 9월 27일 신임장 제정)

## 같이 보기
- 주한 알제리 대사관
- 대한민국-알제리 관계